# Mariana de Jesús Torres
Mariana Francisca de Jesús Torres y Berriochoa (Espanha, c. 1563 — Quito, Equador, 16 de fevereiro de 1635) foi uma das fundadoras do primeiro Convento de freiras Concepcionistas (Ordem da Imaculada Conceição) na América, bem como sua segunda abadessa.  Foi também a vidente das aparições de Nossa Senhora do Bom Sucesso em Quito, Equador.

## Chegada a América e Aparições

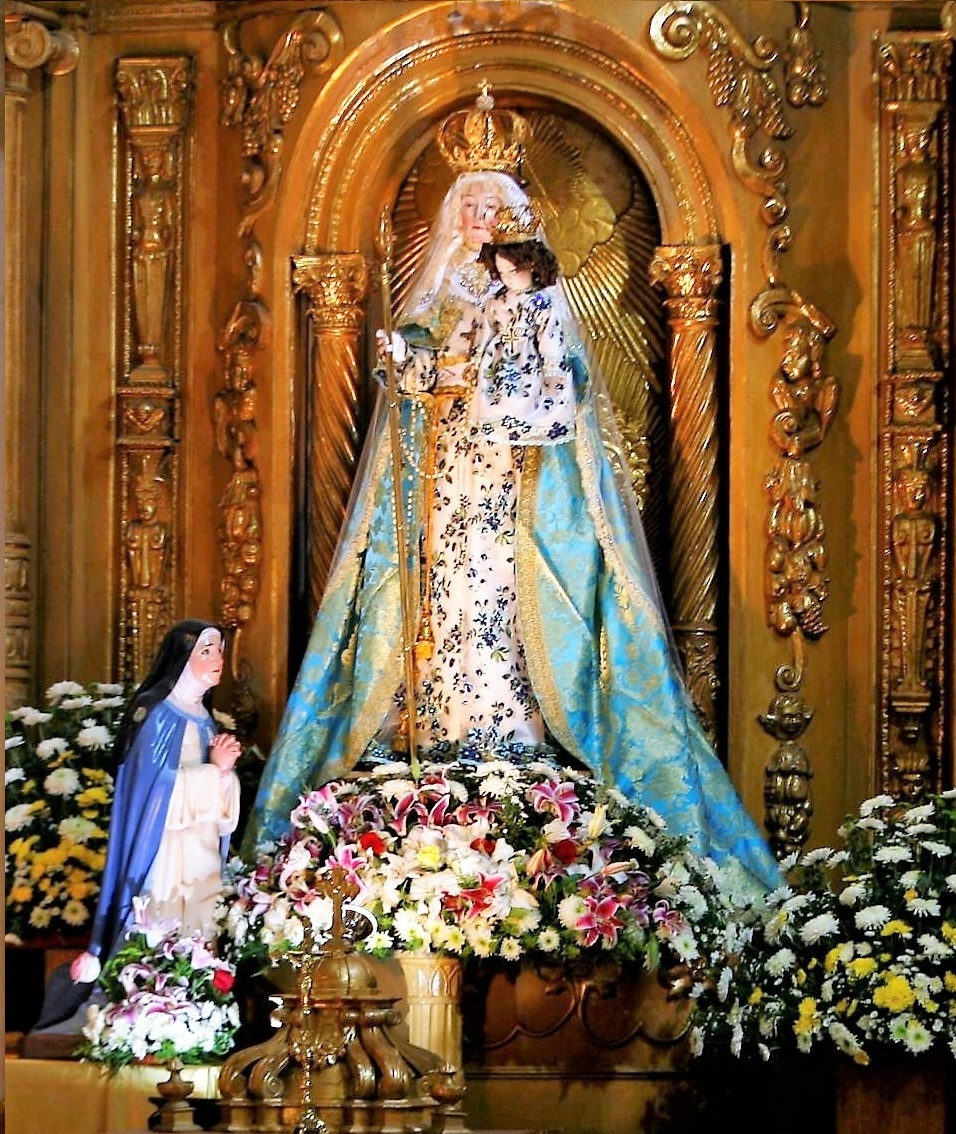
Imagem de Nossa Senhora do Bom Sucesso e de Madre Mariana de Jesús no altar do Mosteiro da Imaculada Conceição, em Quito, no Equador

Nascida Mariana Torres Cádiz, era filha de Diego Torres Cádiz e Dona María Berriochoa Álvaro.
No ano 1556, graças à petição para que se fundasse um convento de freiras da Ordem da Imaculada Conceição (Monjas Concepcionistas), Mariana de Jesús Torres foi eleita para ir a América e cumprir esta solicitação. No dia 8 de setembro do ano de 1579, aos 15 anos, ela consagrou-se ao Senhor.
Foi sempre muito espiritual e por sua constante penitência destacou-se na comunidade religiosa. 
Entre 1582 e em 1634 teve as aparições de Nossa Senhora do Bom Sucesso.
É conhecida por seu biógrafo como "Freira que morre três vezes" pois supostamente se comprovou que morreu em 1582, mas depois seguiu vivendo até sua segunda morte o 17 de setembro de 1588, ressuscitou e voltou a morrer o 16 de janeiro de 1635 à idade de 72 anos.

## Beatificação

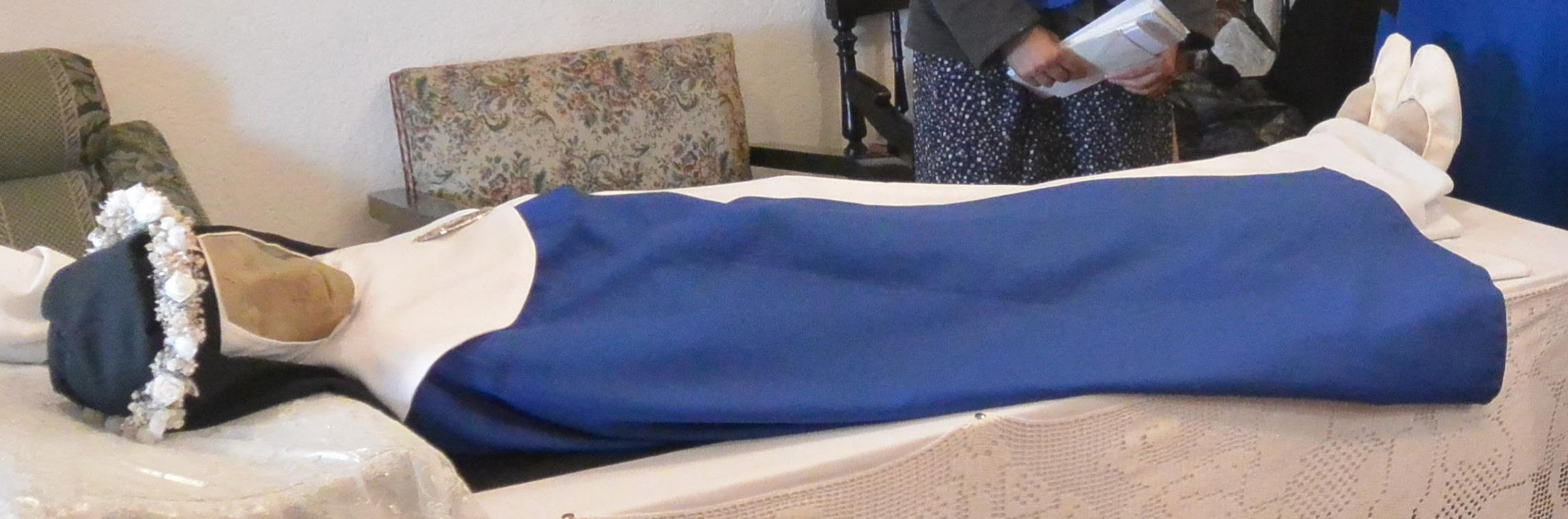
O corpo incorrupto de Madre Mariana

Após sua morte, seu corpo foi encontrado incorrupto. Em 8 de agosto de 1986, iniciou-se o processo de beatificação e canonização de Madre Mariana de Jesús pela Arquidiocese de Quito, sendo nomeado como postulador Monsenhor Luis E. Cadena y Almeida.